# Marguerite de Montferrat
Marguerite Paléologue (italien : Margherita Paleologa), née le 11 août 1510 à Casale et morte le 28 décembre 1566 à Mantoue, est la marquise régnante de Montferrat de 1533 à 1536. Duchesse de Mantoue par son mariage avec Frédéric II de Mantoue, elle assure la régence du duché à deux reprises pendant la minorité de ses fils.

## Biographie
Marguerite est née de Guillaume IX de Montferrat et d'Anne d'Alençon, fille cadette de René d'Alençon et de Marguerite de Lorraine-Vaudémont. Marguerite est la seconde de trois enfants. Sa sœur aînée Marie Paléologue, meurt à 21 ans et son jeune frère Boniface IV de Montferrat, meurt à 18 ans .
En 1517, la sœur aînée de Marguerite Paléologue, Marie, est fiancée à Frédéric II de Mantoue, fils aîné de François II de Mantoue et Isabelle d’Este, futur marquis et duc de Mantoue, mais le contrat de mariage est annulé, après que Frédéric ait accusé Marie d’avoir tenté d’empoisonner sa maîtresse Isabella Boschetti, épouse du comte de Calvisano .
À force de sollicitations, la mère de Frédéric II de Mantoue réussit à obtenir de l'Empereur le titre de duc pour son fils. Lorsque Charles Quint vient à Mantoue le 8 avril 1530 lui décerner le titre, Anne d'Alençon veuve du marquis de Montferrat, Guillaume IX Paléologue, propose au nouveau duc la main de sa fille Marguerite Paléologue. Après Jean Georges de Montferrat, son oncle, marquis régnant, elle est l'héritière du marquisat et Anne souhaite, par ce mariage, renforcer Montferrat face aux visées du duc de Savoie soutenu par la France. Le mariage est célébré en 1531 et, en 1533, à la mort de Jean Georges, Frédéric II de Mantoue devient marquis de Montferrat,.
Elle possède dans sa chambre La Scapigliata de Léonard de Vinci.. 
Elle meurt le 28 décembre 1566, à Mantoue. Lors de sa succession, son fils Louis, duc de Nevers, est empêché par le duc de Mantoue.

## Mariage et descendance
Marguerite de Montferrat se maria, le 5 octobre 1531 à Casal, avec Frédéric II de Mantoue. Ils eurent sept enfants :
- François (1533-1550) qui sera le 2e duc de Mantoue, titré François III et marquis de Montferrat, titré François Ier ;
- Éléonore (1535-1535) ;
- Anne (1536-1536) ;
- Isabelle (1537-1579), qui épousera, en 1566, Don Ferrante Francesco d'Avalos d'Aquino d'Aragona, prince de Francavilla et de Montesarchio, marquis del Vasto, fils d'Alfonso de Ávalos et de Maria d’Aragona ;
- Guillaume (1538-1587) qui sera le 3e duc de Mantoue et marquis puis 1er duc de Montferrat ;
- Louis (1539-1595) qui épousera, en 1565, Henriette de Clèves, duchesse de Nevers et comtesse de Rethel, sera lui-même duc de Nevers et de Rethel et sera le père de Charles qui reprendra le flambeau mantouan en 1627 ;
- Frédéric (1540-1565), évêque de Mantoue en 1563.